# Samu Alanko
Samu Jesperi Alanko (Vaasa, 16 maggio 1998) è un calciatore finlandese, difensore o centrocampista del Jerv.

## Carriera

### Club
Alanko è cresciuto nelle giovanili del VPS. Ha esordito in Veikkausliiga in data 5 luglio 2015, sostituendo Juho Mäkelä nel pareggio per 0-0 arrivato contro l'Inter Turku. Nel corso della stagione 2016 è stato ceduto allo Jaro con la formula del prestito, in Ykkönen: ha giocato il primo incontro con la nuova casacca in data 21 agosto, sostituendo Josué Soto nella vittoria per 2-0 arrivata sul Jazz. Il 28 agosto ha realizzato il primo gol, con cui ha contribuito al successo per 3-2 sul TPS.
Successivamente a questo prestito, Alanko si è trasferito agli austriaci del First Vienna. Ha debuttato in Regionalliga in data 4 marzo 2017, venendo schierato titolare nella vittoria per 0-5 sul campo del Ritzing. Il 10 marzo seguente ha trovato il primo gol, nel successo per 5-0 inflitto al Parndorf. Successivamente a questa esperienza, Alanko è stato in forza all'Austria Vienna II. Ha esordito in data 4 agosto 2017, sostituendo Florian Hainka nel 3-3 interno arrivato contro l'Admira/Wacker II. Il 7 ottobre ha segnato il primo gol, nella vittoria per 1-2 in casa del Mannsdorf.
È tornato al VPS in vista della Veikkausliiga 2018. Ha segnato il primo gol nella massima divisione finlandese il 25 giugno 2019, in occasione del pareggio per 1-1 arrivato in casa dell'Inter Turku.
Dopo un triennio passato in squadra, si è trasferito all'AC Oulu. Ha esordito con la nuova casacca il 15 giugno 2021, sostituendo Severi Kähkönen nella vittoria per 1-3 sul campo del KTP. Il 28 agosto seguente ha siglato il primo gol, nel pareggio casalingo per 1-1 contro il Lahti. Il 13 luglio 2022 è tornato ancora una volta al VPS.
Il 23 gennaio 2025 è passato ai norvegesi del Jerv, militanti in 2. divisjon.